# Apiosporopsidaceae
Apiosporopsidaceae is een monotypische familie uit de orde Diaporthales van de ascomyceten. Het bevat alleen Apiosporopsis.